# Liberty (Missouri)
Pour les articles homonymes, voir Liberty.
Liberty est une ville du Missouri, située dans le comté de Clay. Lors du recensement de 2010, sa population s’élevait à 29 149 habitants.

## Histoire
Liberty a été fondée en 1822 et devient peu de temps après le siège du comté de Clay.

## Jumelage
- Diekirch (Luxembourg)